# Fabian Göranson
Fabian Göran Sixten Göranson, född 14 september 1978 i Stockholm, är en svensk serieskapare, förläggare och översättare. Han har kommit ut med fyra egna seriealbum och har sedan 2005 varit aktiv som förläggare via Kolik förlag.

## Biografi
Göransons serier har publicerats i tidningarna Galago, Ordfront magasin och Arbetaren. Han har också utkommit med boken Gaskriget, som är en personlig och politiskt färgad krönika över det tidiga 2000-talet. 2008 utkom hans andra bok Kirurgi, som samlade hans serier sedan tio år tillbaka. 2010 trycktes den tredje boken, August Strindbergs inferno. Den uppmärksammade serieboken presenterar Strindberg i hans egen roman Inferno. Hans fjärde bok, Drömmen om Europa, utgavs 2018.
2006 startade Fabian Göranson Kolik förlag, tillsammans med Marcus Nyblom. Där var han också redaktör för Drift, ett seriealbum av Liv Strömquist och Jan Bielecki. Göranson verkar även som översättare. Han har som översättare varit inblandad i samlingsutgivningen av Spirou och översatt franskspråkiga serier för sitt eget Kolik förlag.
Göranson är bosatt i Stockholm. Han är engagerad i den klimatpolitiska aktionsgruppen Klimax. Åren 2007–2010 drev han den personliga bloggen "Fabians kirurgi".

## Utmärkelser
Flera av Kolik förlags utgåvor har vunnit priser, bland annat 2013 års Urhunden för bästa till svenska översatta seriebok. Själv mottog han samma år Adamson-diplom ("Svenska Serieakademins förtjänstdiplom") för sin förläggargärning.